# Dragon Quest II
Dragon Quest II – komputerowa gra fabularna wyprodukowana przez Chunsoft i wydana przez Enix w 1987 roku na platformę Nintendo Entertainment System.